# Jochen Rindt
Karl Jochen Rindt (født 18. april 1942 i Mainz, død 5. september 1970) var en tysk-østrigsk racerkører. Født i Tyskland men opvokset i Østrig, da hans forældre omkom under bombardementet af Tyskland under 2. verdenskrig. Han vandt bl.a. 24 timers-løbet i Le Mans, blev uofficel mester i Formel 2 idet han vandt mange løb i perioden 1967 – 1970, men da han var A – kører blev hans sejrer ikke talt med til europamesterskabet, samt sidst men ikke mindst Formel 1-verdensmester i 1970 posthumt. 
Han omkom under træningen til det italienske Grand Prix i september 1970, da hjulophænget på hans Lotus 72 knækkede under nedbremsningen lige inden det berømte Parabolica-sving.